# 구치와정
구치와정(일본어: 口和町)은 일본 히로시마현 히바군 북동부에 있던 정이다.
2005년 3월 31일, 구 쇼바라시, 히바군, 도조정, 사이조정, 다카노정, 히와정, 고누군 소료정과 신설합병해 쇼바라시에 이관됨에 따라 폐지되었고, 동시에 히비군도 소멸하였다. 

## 역사
- 1960년 4월 1일 - 정으로 승격해 구치화정이 되었다.
- 2005년 3월 31일 - 구 쇼바라시, 히바군 사이조정, 도조정, 구치와정, 다카노정, 히와정, 고누군 소료정과 함께 합병으로 새롭게 설치된 쇼와라시로의 전환에 따라 구치와정은 폐지되었다.

## 교통

### 도로
- 히로시마현도 제39호선
- 히로시마현도 제62호선
- 히로시마현도 제186호선
- 히로시마현도 제455호선